# 三元化合物

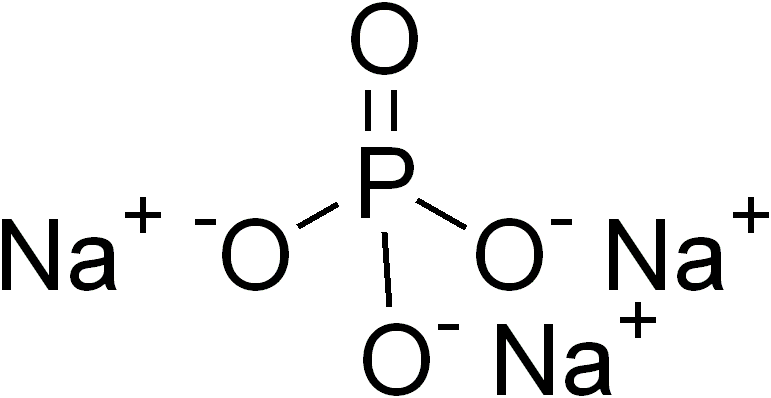
磷酸钠, Na_{3}PO_{4}, 是一种三元化合物

在无机化学里，三元化合物是指由三种不同的元素构成的化合物。三元化合物的一个例子是磷酸钠, 化学式{\displaystyle {\ce {Na3 PO4}}}。另外一个例子是碳酸钙，化学式 {\displaystyle {\ce {CaCO3}}}。 在命名和书写三元化合物的化学式时，规则和命名和编写二元化合物时一样。
根据 Rustum Roy 和 Olaf Müller,“整个矿物世界的化学反应告诉我们，化学的复杂性很容易在结构简单性内得到解决。”以锆石为例，其中各种金属原子被替换为相同的晶体结构。“结构实体在性质上保持三元化合物的状态，并且能够容纳各种化学元素。”因此，大量的三元化合物可以被分类为相对较少数量的结构："通过处理大约十个三元结构组，我们可以涵盖特定于非金属领域的最重要的科学和技术结构。这是自然界简单性的杰出实例。":3,4
在有机化学, 碳水化合物和羧酸都是由碳、氢和氧组成的三元化合物。其他有机三元化合物可以由其它原子代替氧而成。